# Longitarsus isoplexidis
Longitarsus isoplexidis es un coleóptero de la familia Chrysomelidae. Fue descrita científicamente en 1854 por Wollaston.